# La Primera Ley
La Primera Ley es una serie de fantasía escrita por el autor británico Joe Abercrombie. Consiste en dos trilogías, tres novelas y un número de relatos ubicados en el mismo mundo. 
La trilogía es publicada por Gollancz en Reino Unido y por la editorial Pyr en Estados Unidos. Las novelas autoconclusivas también son publicadas por la editorial Gollancz pero serán publicadas por Orbit Books en Estados Unidos.

## Obras publicadas
| # | Título                                                    | Páginas | Palabras | Fecha de publicación en Reino Unido | ISBN en Reino Unido          |
| - | --------------------------------------------------------- | ------- | -------- | ----------------------------------- | ---------------------------- |
| 1 | La voz de las espadas (The Blade Itself)                  | 529     | 191.200  | 4 de mayo de 2006                   | ISBN 978-0575077867          |
| 2 | Antes de que los cuelguen (Before They Are Hanged)        | 539     | 198.300  | 15 de marzo de 2007                 | ISBN 978-0575077874          |
| 3 | El último argumento de los reyes (Last Argument of Kings) | 603     | 234.100  | 20 de marzo de 2008                 | ISBN 978-0575077898          |
| 4 | Un Poco de Odio (A Little Hatred)                         | 712     |          | 2019 (2020 ESP)                     | ISBN 978-84-1362-5 (ESP)     |
| 5 | El Problema de la Paz (The Trouble With Peace)            | 707     |          | 2020 (feb2021 ESP)                  | ISBN 978-84-1362-167-8 (ESP) |
| 6 | La Sabiduría de Las Multitudes (The Wisdom of Crowds)     | 733     |          | 2021 (2022 ESP)                     | ISBN 978-84-1362-730-4 (ESP) |

Novelas Autoconclusivas
- La mejor venganza (Best Served Cold) - junio de 2009
- Los héroes (The Heroes) - enero de 2011
- Tierras rojas (Red Country) - octubre de 2012[5]

Cuentos cortos
- "The Fool Jobs" – apareció en la antología Swords & Dark Magic: The New Sword and Sorcery (junio de 2010).
- "Yesterday, Near A Village Called Barden" – apareció como un extra en la versión de tapa dura de la editorial Waterstone de Los héroes.
- "Freedom!" - apareció como un extra en la versión de tapa dura de la editorial Waterstone de Tierras rojas.
- "Skipping Town" – apareció en la antología Legends: Stories in Honour of David Gemmell (noviembre de 2013).
- "Some Desperado" - apareció en la antología Dangerous Women (diciembre de 2013) .
- "Tough Times All Over" - apareció en la antología Rogues (junio de 2014).
- "Small Kindnesses" - apareció en la antología Unbound: Tales by Masters of Fantasy (diciembre de 2015).
- "Two's Company" - apareció por primera vez en línea en tor.com (enero de 2016).[6]

Antología de cuentos
- Filos Mortales (Sharp Ends: Stories from the World of the First Law) - abril de 2016[7] - es una colección de cuentos cortos dentro de la continuidad de La Primera Ley (8 previamente publicados, 5 originales de la colección):
  - A Beautiful Bastard†
  - Small Kindnesses
  - The Fool Jobs
  - Skipping Town
  - Hell†
  - Two's Company
  - Wrong Place, Wrong Time†
  - Some Desperado
  - Yesterday, Near a Village Called Barden...
  - Three's a Crowd†
  - Freedom!
  - Tough Times All Over
  - Made a Monster†

† historias publicadas exclusivamente en Filos Mortales
La Era de la Locura
Está ubicada 15 años después de los eventos de Tierras rojas.
- Un Poco de Odio (septiembre de 2019)[9]
- El Problema de la Paz (2020)
- La Sabiduria de las Multitudes (2021)

## Cronología
Trilogía Original (Logen Nuevededos, Jezal dan Luthar, Sand dan Glokta, Sabueso, Collem West y Ferro Maljinn)
- 566 (primavera): A Beautiful Bastard
- 570 (verano): Made a Monster
- 575 (primavera-otoño): La voz de las espadas
- 575-576 (otoño-primavera): Antes de que los cuelguen
- 576 (primavera): Hell
- 576-577 (verano hasta invierno): El último argumento de los reyes

La mejor venganza (Monza Murcatto, Nicomo Cosca, Castor Morveer, Friendly, Caul Shivers y Cas Shenkt).
- 579-80: La mejor venganza
- 580: Wrong Place, Wrong Time

Los héroes (Bremer dan Gorst, Prince Calder, Curnden Craw, Finree dan Brock, Tunny y Beck)
- 574 (otoño): The Fool Jobs
- 584 (otoño): Yesterday, Near a Village Called Barden
- 584: Los héroes

La Era de la Locura (Savine dan Glokta, Leo dan Brock, Orso dan Luthar, Vick dan Teufel, Rikke, Jonas Clover, Gunnar Broad). 
- 605: Un Poco de Odio
- 605-606: El Problema de la Paz
- 606-607: La Sabiduría de las Multitudes

## Escenario
La saga de La Primera Ley transcurre en un mundo de fantasía épica en guerra. Reminiscente a la Europa medieval y al mundo mediterráneo.
- La Unión contiene a las provincias de Angland, las Tierras Medias, Westport, Starikland y la ciudad de Dagoska en Gurkhul.
- Gurkhul es un imperio en expansión al sur de la Unión.
- El Norte referido de esta manera, no solo por los ciudadanos de La Unión (para quienes es en realidad al norte de sus fronteras), sino también por quienes viven ahí. Ellos se refieren a sí mismos como Hombres del Norte.
- Styria es una enorme isla continental al este de la Unión que posee múltiples ciudades en guerra.
- El Viejo Imperio, antiguamente de mayor poder en todo el territorio, se encuentra al oeste de La Unión, ahora reducido a una sombra de lo que antes fue, con riñas entre señores de la guerra que disputan el trono.
- Tierras Cercanas es una región fronteriza sin ley al norte del Viejo Imperio y al oeste de la provincia de Starikland.

Los libros de la trilogía no cuentan con mapas debido a que Abercrombie prefirió no implementarlos. Sin embargo, las tres novelas autoconclusivas contienen sus propios mapas locales y un mapa mundial fue finalmente producido para la colección de historias cortas de Filos Mortales.

## Resumen argumental
La historia de la trilogía involucra a tres grandes poderes:
- La Unión, un enorme reinado similar a la Europa del oeste.
- El Imperio Gurkul, que tiene similitudes con los grandes imperios del Medio Oriente de la antigüedad.
- Los Hombres del Norte, una alianza de diferentes tribus del norte con similitudes a las tribus vikingas y anglosajonas bajo el liderazgo de un rey guerrero llamado Bethod.

Existen dos conflictos bélicos importantes en la serie. El primero es entre La Unión y los Hombres del Norte, quienes invaden la provincia del norte de la Unión, Angland. El segundo es en el sur, entre el Imperio Gurkul y La Unión, donde los primeros intentan anexar la ciudad de Dagoska. La trilogía se centra en los destinos de diferentes personajes, quienes son atravesados por estos y otros conflictos.

### La voz de las espadas
El título del primer libro está basado en una cita de Homero en La Odisea: "La voz de las espadas incita actos de violencia".

### Antes de que los cuelguen
El título del segundo libro es una referencia a una cita de Heinrich Heine: "Debemos perdonar a nuestros enemigos, pero no antes de que los cuelguen".

### El último argumento de los reyes
El título del tercer libro refiere a las palabras que Luis XIV hizo inscribir en sus cánones: "Ultima Ratio Regum," que en latín significa "el último argumento de los reyes".

### Novelas autoconclusivas
Las tres novelas se sitúan en el mismo mundo que la trilogía. Algunos de sus personajes principales son personajes secundarios de la trilogía principal mientras que algunos principales aparecen en papeles menores, con cameos o son mencionados al pasar.
La mejor venganza se desarrolla tres años después de la trilogía. Tiene lugar en Styria, una isla reminiscente a Italia durante las Guerras Italianas, y se centra en la venganza de un líder mercenario.
Los héroes se concentra en una batalla de tres días, siete años después de los eventos de la trilogía. El comandante de la Unión Lord Mariscal Kroy lidera las fuerzas de la Unión contra un pequeño ejército de Hombres del Norte comandados por Dow el Negro. La historia cuenta con la participación de algunos de los personajes de La Primera Ley, como Bremer dan Gorst y el Sabueso.
Tierras Rojas sucede trece años luego de los hechos de La Primera Ley y se centra en una joven protagonista que espera poder sepultar su sangriento pasado, pero que tendrá que volver a sus viejas costumbres para poder salvar a su familia. Su viaje la lleva a través de las planicies del oeste a una ciudad con fiebre de oro, a través de un feudo, de duelos y masacres.

## Personajes

### Personajes principales
- Logen Nuevededos, infame guerrero bárbaro del Norte, llamado de esta manera por su dedo faltante. Su apodo "nuevededos" lo obtuvo luego de perder un dedo durante un frenesí rabioso. Intenta cambiar el camino de violencia que ha llevado toda su vida.
- Sand dan Glokta, un apuesto joven esgrimista antes de ser capturado y torturado durante años por el Imperio Gurkul. Ahora un lisiado, se ha vuelto un torturador de la Inquisición de la Unión.
- Jezal dan Luthar, un noble espadachín egocéntrico e inmaduro que entrena para el mayor torneo de la nación.
- Bayaz, El primero de los magos, un mago de tiempos antiguos.
- Collem West, un campesino devenido en oficial del ejército de la Unión. Inteligente y diligente pero con poco temperamento que se preocupa por su hermana menor.
- Sabueso, un leal miembro de la banda de Logen, un hábil rastreador con dientes afilados y un increíble olfato.
- Ferro Maljinn, una esclava que escapó del sur, que pone su sed de venganza sobre todo lo demás.

### Otros personajes
Magos
- Cawneil, una maga amante de los libros que trata de mantenerse glamorosa a pesar de su edad. Tuvo una relación con Khalul y Bayaz.
- Khalul, un mago que es el líder religioso de Gurkhul, es el enemigo de Bayaz.
- Malacus Quai, el aprendiz de Bayaz, que se desilusiona de su maestro.
- Yoru Sulfur, un extraño hombre con Heterochromia iridum.
- Yulwei, un hombre con un largo cabello gris y una rica voz. Mayormente, pasa su tiempo en Gurkhul.
- Zacharus, un mago amante de la naturaleza que vive en el Viejo Imperio.

Hombres del Norte
- Bethod, un carismático y despiadado líder. Un excelente militar que intenta conquistar Angland después de haber vencido a casi todos los clanes del Norte. Es el enemigo de Logen después de que fue traicionado. Tiene dos hijos, Calder y Scale.
- Dow el Negro, un sagaz miembro de la banda de Logen que es famoso por ser implacable.
- Caul Shivers, un amistoso Hombre del Norte que tiene necesidad de venganza.
- Crummock-i-Phail, considerado el "bastardo más loco del norte", comanda a los Hombres de las Colinas (Hombres el Norte que viven en los picos de las montañas más altas), lleva un collar de los huesos de dedo y tiene tres hijos que llevan sus armas por él (incapaz o no dispuesto a distinguir a sus hijos), parece amistoso aunque está loco.
- Forley el Flojo, un miembro de la banda de Logen, nervioso y cobarde pero decente, actúa para mantener el grupo junto y evitando que se peleen entre ellos.
- Rudd Tresárboles, un viejo veterano de la banda de Logen, un hábil e inspirador líder por mérito propio.
- Tul Duru "Cabeza de Trueno" , un hombre gigante y miembro de la banda de Logen, es extremadamente alto y fuerte.
- Hosco , un maestro arquero y miembro de la banda de Logen que es conocido por casi no decir nada.

Adua
- Ardee West, hermana de Collem West, aburrida de su vida y por lo que se espera de ella por su género.
- Practicante Frost, un practicante de la Inquisición, un fuerte albino ceceante.
- Rey Guslav el Quinto, el obeso y senil rey de Adua, su salud está desmejorando rápidamente al igual que su mente.
- Lord Chamberlain Hoff, un ruidoso e impaciente hombre que lleva adelante las tareas del incapaz rey.
- Príncipe Ladisla, el vanidoso heredero al trono.
- Hermano Pielargo, un talentoso navegante cuya charla constante molesta a sus compañeros.
- Juez Marovia, líder de la justicia del Rey, un anciano y rival de Sult.
- Practicante Severard, un practicante de la Inquisición cuyos ojos siempre parecen estar sonriendo.
- ArchiLector Sult, el anciano líder de la Inquisición, manipulador y codicioso.
- Practicante Vitari, una practicante de la Inquisición, es una guerrera feroz y temible de pelo rojo.
- Mauthis, un representante del clan bancario Valint y Balk. Trae numerosos problemas para Glokta cuando se presenta con demandas de sus misteriosos maestros.
- Bremer dan Gorst, un musculoso soldado y duelista. A pesar de su tamaño y su reputación, tiene una voz muy femenina y es muy sensible al respecto.

Milicia Adua
- Lord Mariscal Burr, líder del ejército del Rey, un hábil comandante y mentor de Collem West que sufre de indigestión.
- General Kroy, un comandante a "la antigua", es el rival del General Poulder.
- General Poulder, un comandante que es rival del General Kroy.
- Jalenhorm, Kaspa y Brint, oficiales de la Unión y compañeros de bebida de Jezal dan Luthar y Collem West, usualmente juegan cartas juntos.

Dagoska
- Carlot dan Eider, conocida como "La Reina de los Mercaderes", una hermosa, inteligente y hábil diplomática.
- Haddish Kahdia, líder religioso de los nativos de Dagoska.
- Korsten dan Vurms, el ambicioso hijo del anciano e incapaz Lord Gobernador.
- Nicomo Cosca, un notable traicionero, pero carismático mercenario.
- General Vissbruck, líder de las guarniciones de Dagoska, es razonablemente competente, aunque no por ello respetado.

## Recepción
La voz de las espadas contó con reseñas muy positivas. Escrita para The Guardian, el autor Jon Courtenay Grimwood dijo que "por una vez, una novela se acerca a las expectativas que puso su publicista", y Suobhan Carrol, de Strange Horizons, dijo que "los fanes de las épicas con gran desarrollo de personajes que gusten de tomar a sus héroes con un grado de ambigüedad moral deben agregar esta novela a su lista de lectura".
Las reseñas de Antes de que los cuelguen también fueron positivas; Fantasy Book Review afirmó que fue "difícil no intentar leerlo de una sola vez" y que "no decepciona". Best Fantasy Reviews dijo que fue "un excelente libro, y que logra algo bastante raro: la entrega de la mitad de una trilogía hace más que solo ser un punto de parada entre el inicio y el fin de la historia".
El último argumento de los reyes fue bien recibida por los críticos, con Publishers Weekly diciendo que "los lectores lamentarán el final de este vívido arco argumental". David Bradley, de SFX, le entregó al libro una reseña de cinco estrellas afirmando que Abercrombie "sella su trilogía en alto, con momentos de suspenso y escaramuzas que te dejan sin aliento".
Eric Brown reseñó Tierras Rojas para The Guardian y dijo que Abercrombie estuvo "haciendo un guiño al género Western pero continuando su misión de arrastrar a la fantasía, gritando y pataleando, al siglo XXI con su característica mezcla de amargo realismo, compleja caracterización, escenas de violencia y villanos que aparecen como héroes dañados" y concluye que el libro fue "una maravillosa continuación a la gran aclamada Los héroes".